# Heerlijkheid Friesland
De heerlijkheid Friesland (Fries: Hearlikheid Fryslân) ontstond in 1498 keizer Maximiliaan I het gewest in onderpand gaf aan Albrecht van Saksen en hem benoemde tot gouverneur en postestaat. Na een periode onder Gelders bewind, kwam het gewest in 1524 feitelijk in handen van keizer Karel V, die Friesland toevoegde aan de Habsburgse Nederlanden.
In 1580 werd het grootste deel van Friesland opgenomen in de Unie van Utrecht. Het gewest werd toen aangeduid als een "algemene heerlijkheid" oftewel heerlijkheid Friesland. Vanwege de inwendige verdeeldheden werd Friesland als vijfde in rang, achter Utrecht, in het verbond opgenomen. Willem van Oranje werd de eerste stadhouder.
De staten van Friesland waren samengesteld uit afgevaardigden van de dertig grietenijen en van de Friese elf steden: Stavoren (1118), Harlingen (1234), IJlst (1268), Leeuwarden (1285), Dokkum (1298), Bolsward (1455), Hindeloopen (1372), Franeker (1374), Workum (1399), Sloten (1426) en Sneek (1456).
Vanaf 1584 waren de stadhouders leden van het huis van Nassau, vanaf 1702 ook weer van dat van Oranje-Nassau, toen de Friese stadhouder Johan Willem Friso de titel prins van Oranje erfde van de kinderloze Hollandse stadhouder Willem III. Dit zouden de Oranjes later gebruiken als basis voor hun claim op koningschap over de Nederlanden, dus ook over Friesland.
Op 29 juli 1585 stichtte Willem Lodewijk van Nassau-Dillenburg in Franeker een universiteit voor (calvinistische) predikanten. Er werd voor Franeker gekozen opdat Leeuwarden niet te belangrijk zou worden. In 1645 werd de Admiraliteit van Friesland van Dokkum naar Harlingen verplaatst.
Met de vrede van Münster in 1648 werd Friesland een gewest van de Republiek der Zeven Verenigde Nederlanden.
Aan het gewest Friesland kwam een einde op 29 januari 1798 door een publicatie van de Constituerende Vergadering. Het gewestelijk bestuur werd omgezet in een intermediair administratief bestuur, in afwachting van de realisatie van de nieuwe departementale indeling waarin het het noordelijk deel van het grondgebied van Friesland deel ging uitmaken van het departement van de Eems en het zuidelijk deel van het departement van de Oude IJssel. Het intermediair administratief bestuur functioneerde nog tot 30 maart 1799, toen het werd ontbonden.
FG FD) Geheel of deels verloren aan Frankrijk 1659–1713; RG RD) Geheel of deels verloren aan de Republiek 1581–1715; V) Door vererving bij een andere kreits